# 보르코 베셀리노비치
보르코 베셀리노비치(세르비아어: Борко Веселиновић, 영어: Borko Veselinović, 1986년 1월 6일 ~ )는 세르비아의 축구 선수이다.

## 축구인 생활

### 선수 생활
FK 베자니야에서 이적을 추진할 당시 유럽의 빅 리그로 진출할 것으로 예상되었으나 대한민국의 인천 유나이티드로 이적하였다. 데얀 다먀노비치가 FC 서울로 떠나간 뒤 영입되어 팬들의 많은 기대를 받았으나 기대에 부응하지 못하고 2010년 다롄 스더로 이적하였다.

### 국가대표 생활
2005년 UEFA U-19 축구 선수권 대회에서 득점왕을 차지하였다.